# Felix Kammerer
Felix Kammerer, född 1995, är en österrikisk skådespelare. Hans internationella genombrott var filmen På västfronten intet nytt (2022).

## Filmografi (i urval)
- 2022 – På västfronten intet nytt
- 2023 – Ljuset vi inte ser (TV-serie)
- 2025 – Frankenstein